# هیدکیچی ناگاماتسو
هیدکیچی ناگاماتسو (ژاپنی: 永松 英吉؛ ۴ اوت ۱۹۱۴ – ۱۸ نوامبر ۱۹۹۲) بوکسور اهل ژاپن بود.